# Дорошенко (хутір)
Дорошенко (рос. Дорошенко) — хутір Шовгеновського району Адигеї Росії. Входить до складу Заревського сільського поселення.
Населення — 147 осіб (2015 рік).